# حسن علي درة فرخ (للر وكتك)
حسن علي درة فرخ (بالفارسية: حسنعلی دره فرخ) هي منطقة سكنية تقع في إيران في قسم للر وكتك الريفي. يقدر عدد سكانها بـ 133 نسمة بحسب إحصاء 2016.